# Jokūbas
Jokūbas ist ein litauischer männlicher Vorname, abgeleitet von Jakob.

## Namensträger
- Jokūbas Minkevičius (1921–1996), sowjetlitauischer Philosoph und Politiker, Mitglied des Seimas
- Jokūbas Šernas (1925–2015),  französischer Filmschauspieler und Drehbuchautor litauischer Herkunft